# Грб Татарстана
Грб Татарстана је званични симбол једног од субјеката Руске федерације са статусом републике, Татарстана. Грб је званично усвојен 7. фебруара 1992. године.

## Опис грба
Државни грб Републике Татарстан представљен је крилатим снијежним ходајућим леопардом на округлом штиту. Леопард је окренут ка левој страни и представљен је са подигнутом десном предњом шапом. Поље штита је састављено од три циклична круга која су обојена у националним бојама Татарстана, а које се налазе и на застави ове републике. Крајњи круг је зелене боје, средњи је врло танак и бијеле је боје, а централни највећи круг је црвене боје и на њему се налази стилизовани леопард. Сви кругови су уоквирени златном бојом. На дну зеленог круга је исписано име републике „Татарстан“.
Централна слика грба је крилати леопард који је у давна времена био симбол божанства плодности и заштитник дјеце код Поволшких Бугара. Данас се сматра (тумачи) заштитником грађана Републике Татарстан. Црвени круг симболизује сунце. Сунце је у антици главно божанство многих народа. Црвено сунце на грбу Татарстана је добар знак успјеха, среће, доброг живота.
Популарни татарски етнографски украс цвјетови астре се налазе на зеленом кругу. Они се обавезно представљају са парним бројем латица и симболизују вјечни извор живота, дуговјечности и жеље дуговјечности. Такође, цвјетови симболизују и буђење природе у прољеће и поновно рођење Татарстана.

## Галерија
- Апокрифни грб Поволшке Бугарске
- Грб Поволшке Бугарске 
 (модерна реконструкција)
- Грб Татарског царства 
 (из 1676)
- Грб Казањског царства 
 (из 1672)
- Грб Казањског намјесништва 
 (из 1781)
- Грб Казањске губерније 
 (из 1856)
- Грб Татарске АССР 
 (из 1930)